# Flugplatz Wipperfürth-Neye

i7
i11
i13
Der Flugplatz Wipperfürth-Neye (ICAO-Code: EDKN) ist ein deutscher Sonderlandeplatz im Ortsteil Neye der Stadt Wipperfürth.

## Flugbetrieb
Die Piste (Grasbahn) dient dem Motor-, Kunstflug- und Segelflugbetrieb der örtlichen Luftsportvereine.
Der Flugplatz ist zugelassen für Flugzeuge bis 2000 kg, Dreiachs-UL, Ballonfahrten und Windenstarts.

### Vereine am Flugplatz
- Luftsportverein Wipperfürth e. V.
- Bergischer Luftsportverein e. V.
- Luftsportverein Halver e. V.

## Sonstiges

### Filmkulisse
Am Flugplatz Wipperfürth-Neye wurden einige Szenen für den Film „Zarte Parasiten“ (u. a. mit Robert Stadlober) gedreht. So wurde unter anderem ein altes Segelflugzeug in Brand gesteckt. Diese Szene wurde allerdings, wie viele andere am Flugplatz gedrehten Szenen, aus dem späteren Film gestrichen.